# 2007年度YAHOO!搜尋人氣大獎得獎名單
2007年度YAHOO!搜尋人氣大獎，（又稱第5屆Yahoo！搜尋人氣大獎），於2007年12月23日假九龍灣國際展貿中心Star Hall舉行，主題為「搜尋最愛 閃亮五載 人氣獎項 由你主宰」，當晚共頒發47個項目，當中17項為音樂獎項，13項為電視及電影獎項，5項為時事獎項，3項為潮流獎項，更設5項至尊獎項，為首次以音樂會形式舉行，並把門券收入轉至慈善團體。以下為當晚的得獎名單：

## 得獎名單

### 音樂獎項
- Yahoo!Music十大人氣歌曲2007
  - 《心花怒放》 ──容祖兒
  - 《酷愛》 ──張敬軒
  - 《逼得太緊》 ──吳雨霏
  - 《電燈膽》 ──鄧麗欣
  - 《黛玉笑了》 ──泳兒
  - 《思前戀後》 ──孫耀威
  - 《黑擇明》 ──陳奕迅
  - 《化》 ──楊千嬅
  - 《愛回家》 ──古巨基
  - 《相愛六年》 ──Twins
- Yahoo!Music人氣MV 2007
  - 《男人KTV》 ──側田
  - 《電燈膽》 ──鄧麗欣
  - 《你當我什麼》 ──關楚耀
- 華語歌曲
  - 《愛你還愛你》 ──衛蘭
  - 《逼得太緊》 ──吳雨霏
  - 《東京百貨》 ──鄭融
- 歌詞
  - 《童夢》 ──光良、衛蘭
- 樂壇新勢力（男歌手）
  - 陳柏宇
  - 周柏豪
  - 洪卓立
- 樂壇新勢力（女歌手）
  - 江若琳
  - 鍾舒漫
  - 裕美
- 樂壇新勢力（組合）
  - HotCha
- 唱作人
  - 側田
- Yahoo!Music最受歡迎男歌手 
  - 張敬軒
- Yahoo!Music最受歡迎女歌手
  - 楊千嬅
- 本地男歌手
  - 陳奕迅
- 國際男歌手
  - 周杰倫
- 本地女歌手
  - 容祖兒
- 國際女歌手
  - 楊丞琳
- 本地音樂男子組合
  - 農夫
- 本地音樂女子組合
  - Twins
- 國際音樂組合
  - 五月天

### 電視及電影獎項
- 本地男演員
  - 古天樂
- 國際男演員
  - 李準基
- 本地女演員
  - 楊千嬅
- 國際女演員
  - 楊丞琳
- 本地電影
  - 每當變幻時
- 國際電影
  - 哈利波特：與鳳凰會的密令
- 電視男藝人
  - 林峯
- 電視女藝人
  - 李司棋
- 電視劇集
  - 溏心風暴
- 綜藝節目
  - 味分高下
- 搜尋人氣急升電視藝人
  - 胡杏兒
  - 黃宗澤
  - 鍾嘉欣
- 搜尋人氣急升新人
  - 林峯
- 搜尋次數最多的項目
  - 溏心風暴

### 時事獎項
- 政府部門
  - 天文台
- 政界人物
  - 曾蔭權
- 財經股市焦點
  - 香港交易所
- 新聞時事
  - 回歸十年
- 新聞焦點人物
  - 沈詩鈞

### 潮流獎項
- 旅遊熱點
  - 澳門
- 電腦遊戲
  - 跑online
- 蒲點
  - 海洋公園

### 其他獎項
- 學府
  - 香港專業教育學院
- 球會
  - 南華足球隊
- 慈善機構
  - 香港明愛
- 運動員
  - 劉翔

### 至尊獎項
- 圖片搜尋次數最多的人物
  - 鄧麗欣
- 最高人氣星之BLOG
  - 傅穎
- 最高人氣星之Video
  - 吳雨霏
- 歷年搜尋次數累積最多的人物
  - Twins
  - 古巨基
- 在榜上停留時間最長的項目
  - 澳門

## 參看
- YAHOO!搜尋人氣大獎